# Hilmar Örn Hilmarsson
Hilmar Örn Hilmarsson (nacido en Reikiavik, Islandia, 23 de abril de 1958), también conocido como HÖH, es un músico, director de arte y allsherjargoði (alto sacerdote) de la Íslenska Ásatrúarfélagið (Asociación Islandesa Ásatrú).
Hilmar Örn Hilmarsson fue un pionero en el uso de computadoras para la composición musical y abrió el camino para nuevas ideas en grabación y arreglos. Ha trabajado en proyectos ambiciosos, experimentales y originales con varios artistas como Psychic TV, Current 93, Sigur Rós, Steindór Andersen y Eivør Pálsdóttir.

## Desde las primeras bandas al nacimiento de Þeyr
Desde 1972 hasta 1975 fue batería de una banda escolar llamada Fatima, junto al guitarrista Jóhannes Helgason, el bajista Birgir Ottóson y el vocalista Guðmundur Eyjólfsson. En 1974 el cantante Eiríkur Hauksson reemplaza a Guðmundur y el guitarrista Sigurgeir Sigmundsson se une a la banda, hasta que se separan al año siguiente.
Hacia 1979 Hilmar Örn se encontraba tocando la batería y ocasionalmente el sintetizador en una banda llamada Fellibylur (Huracán), junto al vocalista Magnús Guðmundsson y el bajista Hilmar Örn Agnarsson. La banda se expandió con la llegada de la vocalista Elín Reynisdóttir, el guitarrista Jóhannes Helgason y el baterista Sigtryggur Baldursson. Así, la nueva agrupación se dio a conocer con el nombre de Frostrósir (Rosas Congeladas) y tocaban principalmente música disco.
La banda cambió su nombre a Þeyr y lanzaron el álbum debut en diciembre de 1980, con el título de Þagað í Hel, que contenía algunas letras de Hilmar Örn.
Þeyr sufrió cambios internos cuando Eiríkur dejó la banda y llegaron los guitarristas Guðlaugur Kristinn Óttarsson y Þorsteinn Magnússon. A partir de entonces, la música de Þeyr evolucionó considerablemente con los nuevos miembros por lo que Elín y Jóhannes se fueron de la banda. El nuevo Þeyr se hizo muy famoso en Islandia, con lanzamientos como Útfrymi y Mjötviður Mær, entre otros, y Hilmar Örn colaboró con ellos en las letras, algunos trabajos de arte y también como mánager de la banda desde 1981 hasta 1982 junto a Guðni Ragnar Agnarsson creando Esquimaux Management (Eskvimó, en islandés), una discográfica y editorial independiente.
Þeyr mantenía un profundo interés en la ciencia, la magia y la filosofí, por lo que Hilmar Örn sirvió como una figura influyente. Guðni y Hilmar se retiraron como mánagers en 1983 y fueron reemplazados por Guðmundur Sigurfreyr Jónason, el mismo año en que Þeyr se separó.

## Otros proyectos y colaboraciones
En 1984 el guitarrista Guðlaugur Kristinn Óttarsson y la cantante Björk Guðmundsdóttir, que en ese momento se encontraban en KUKL formaron The Elgar Sisters y Hilmar se les unió junto a Einar Arnalrdur Melax, Sigtrygur Baldursson, Þorsteinn Magnússon y Birgir Mogensen para grabar 11 canciones desde 1984 hasta 1986 y después la banda se desintegró.
The Elgar Sisters no lanzaron ningún disco, pero algunas de sus canciones salieron a la luz a través de las carreras solistas de Björk y Guðlaugur.
En 1987 Hilmar comenzó a trabajar con Current 93, banda liderada por David Tibet y colaboró en 10 lanzamientos, entre ellos, produjo el sencillo Crowleymass en 1987 y en 1991 produjo Island, un álbum que incluye a Björk como vocalista de fondo para la canción “Falling”.
MÖK Trio: fue un grupo formado por el bajista Tómas Magnús Tómasson (conocido por su trabajo en Stuðmenn), con Hilmar Örn y Guðlaugur K. Óttarsson. De hecho, el nombre de la banda surge de las iniciales correspondientes al segundo nombre de cada miembro. Su primera presentación fue hacia 1992. MÖK Trio no tocó con regularidad y nunca editaron un álbum. Su última presentación fue en agosto de 2001 en Galdrahátíðin á Ströndum, Reikiavik.
En 1992 comenzó a grabar con el cantante y trompetista Einar Örn Benediktsson (en aquel momento con The Sugarcubes) en un nuevo proyecto llamado Frostbite y lanzaron un álbum titulado The Second Coming al año siguiente a través de One Little Indian. El dúo se separó después del lanzamiento del álbum.
Sus colaboraciones continuaron con el ingeniero de sonido Andrew McKenzie en The Hafler Trio (H3ÖH) y en 1993 lanzaron un álbum titulado Bootleg H3ÖH que contenía remezclas de Frostbite.
Hacia noviembre de 1997 Hilmar y Einar Örn se unen con el baterista Sigtryggur Baldursson y forman Grindverk. Después de lograr un acuerdo con FatCat Records lanzaron su álbum debut, un vinilo de 12 pulgadas titulado Gesundheit von K, el 1 de enero de 1999.
Con 4 pistas, Gesundheit von K comprendía un amplio rango de estilos: del funk industrial de la canción título, al jazz exótico de “Kastrato”. Grindverk demuestra en este álbum una música oscura, con instrumentos de interpretación libre propios del funk o post industrialismo de los ochenta, pero en el contexto de los noventa.
Se suponía que iban a lanzar un álbum titulado T.h.e.r.a.p.i.s.t.s para julio de 1999, pero fue cancelado ya que Gridverk se separó al poco tiempo del lanzamiento del primer disco.
Hilmar Örn & Sigur Rós: en 2000 colaboró con la Sigur Rós en la banda sonora del filme Englar Alheimsins (conocida internacionalmente como Angels of the Universe), del director Friðrik Þór Friðriksson. Este álbum de 10 pistas contiene 8 canciones compuestas por HÖH con su tradicional sonido suave (guitarras clásicas, cuerdas y sintetizadores) y 2 canciones creadas por Sigur Rós (“Bíum Bíum Bambaló” y “Dánarfregnir og Jarðafarir”). Tiempo después, trabajó con Sigur Rós componiendo e interpretando “Hrafnagaldur Óðins”.
GVDL: fue otro proyecto musical formado en 2001 con Guðlaugur K. Óttarsson y el bajista Georg Bjarnason. El grupo fue establecido para la llegada a Islandia de la banda norteamericana Fuck. De hecho, el nombre de la banda corresponde a las iniciales de la banda estadounidense, pero desplazadas un lugar adelante. Solo dieron una presentación en Kaffi Reykjavík y no llegaron a grabar ninguna pista.
En 2004 Hilmar Örn colaboró con la cantante Eivør Pálsdóttir en un proyecto conjunto entre Islandia e Irlanda y tocó junto a músicos de ambos países en dos conciertos, uno en Reikiavik y el otro en Tórshavn, en las Islas Feroe.

## Composiciones para filmes
Desde 1981 en adelante, Hilmar Örn Hilmarsson ha compuesto música para varias películas, tanto islandesas como extranjeras y ha trabajado con directores de cine como Henning Carlsen (Pan, 1995), Jane Campion (In the Cut, 2003) y Friðrik Þór Friðriksson (Brennu-Njálssaga, 1981 - Skytturnar, 1987 - Börn Náttúrunnar, 1991 - Bíódagar, 1994 - Cold Fever, 1995 - Djöflaeyjan, 1996 - Englar Alheimsins, 2000 y Fálkar, 2002).
Hilmar Örn ha recibido varios premios por su contribución como compositor de bandas sonoras. En 1993 ganó el premio al Compositor Fílmico Europeo del Año por su trabajo en la película nominada al Oscar Children of Nature, de Friðriksson.

## Interés en la magia, la terapia orgón y la religión pagana

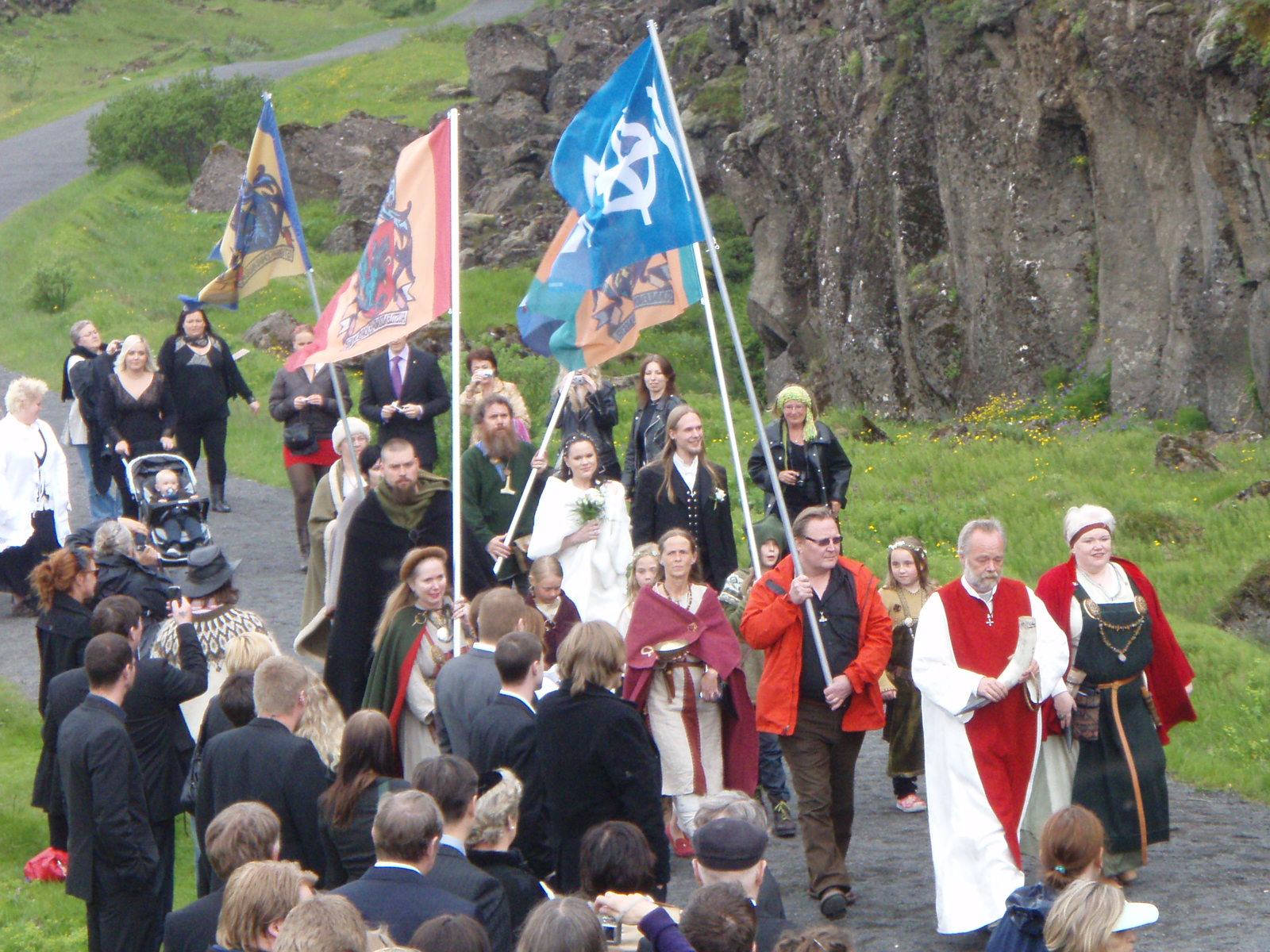
Una fotografía que muestra a los paganos islandeses contemporáneos, miembros de Ásatrúarfélagið, reunidos en Þingvellir para Þingblót (Thing blót) en el verano de 2009.

Hilmar Örn ingresó en la Ásatrúarfélagið de Islandia cuando tenía dieciséis años. La Ásatrúarfélagið es la comunidad religiosa neopagana que surgió en el siglo XX en Islandia y otros países del norte de Europa, que busca reconstruir los cultos religiosos de las antiguas tribus precristianas de Escandinavia.
Como admirador de Aleister Crowley, Hilmar siempre ha albergado un interés en la magia, la brujería y el paganismo, además del trabajo de Wilhelm Reich, el cual no solo se reflejaba a través de su influencia en la música, sino también a través de un emprendimiento llamado Miðgarður (El Jardín Central, en islandés). Se trataba de un centro creado por él, Guðlaugur K. Óttarsson y Guðmundur S. Jónason en 1982 para promover el trabajo de Reich por medio de terapeutas orgones y presentaciones.
Hilmar Örn fue ordenado Allsherjargoði o jefe goði de la Ásatrúarfélagið islandesa durante una ceremonia formal, que tuvo lugar el 4 de julio de 2003. Es una reconocida autoridad en el neopaganismo nórdico y, anteriormente en su vida, en Thelema.

## Discografía

### Fatima 1972-1975
- Sin lanzamientos oficiales.

### Fellibylur - alrededor de 1979
- Sin lanzamientos oficiales.

### The Elgar Sisters(1984-1986)
- Sin lanzamientos oficiales - 11 canciones fueron grabadas pero solo algunas salieron en las carreras solistas de Björk y Guðlaugur Kristinn Óttarsson.

### Nyarlathotep's Idiot Flute Players (198?-198?)
- Sin lanzamientos oficiales.

### MÖK Trio (1992-2001)
- Sin lanzamientos oficiales - algunas canciones fueron grabadas en agosto de 2001 en Galdrahátíðin á Ströndum.

### Frostbite(1993)
- 1993 - The Second Coming (One Llittle Indian)

### The Hafler Trio(H3ÖH)
Álbum:

- 1993 - Bootleg H3ÖH (Ash International)

### Grindverk(1997-1999)
- 1999 - Gesundheit von K (FatCat Records)

### GVDL (2001)
- Sin lanzamientos oficiales.

### Carrera solista
Álbumes:

- 2001 - Dust to Dust (???), compilado.

Apariciones y colaboraciones:

- 1980 - Þagað í Hel (SG-Hljómplötur), álbum de Þeyr.
- 1981 - Útfrymi (Eskvimó), sencillo de Þeyr.
- 1981 - Iður til Fóta (Eskvimó), sencillo de Þeyr.
- 1981 - Life Transmission (Fálkinn/Eskvimó), sencillo de Þeyr.
- 1981 - Mjötviður Mær (Eskvimó), álbum de Þeyr.
- 1982 - As Above... (Mjöt/Shout), álbum de Þeyr.
- 1982 - The Fourth Reich (Mjöt/Shout), EP de Þeyr.
- 1983 - Lunaire (Gramm), EP de Þeyr.
- 1987 - No Pain (Gramm), álbum de Ornamental.
- 1989 - Nóttin Langa (Geisli), álbum de Bubbi Morthens.
- 1990 - Crusher of Bones (8 Product), álbum de Reptilicus.
- 1995 - Touch Sampler 1 (Touch), compilado de la discográfica Touch.
- 1996 - Música Celestia Sampler 2 (Música Celestia), compilado de la discográfica Music Celestia, Brasil.
- 1997 - Narcosis: A Dark Ambient Compilation (Credo), compilado de la discográfica Credo, Alemania.
- 1999 - Sögur 1980-1990 (Íslenskir Tónar), grandes éxitos de Bubbi Morthens.
- 2001 - Mjötviður til Fóta (Esquimaux Management), lanzamiento aniversario de Þeyr.
- 2002 - Color Sounds: Nordic (Irma), compilado de la discográfica Irma, Italia.
- 2002 - Rímur & Rapp (???), junto a Steindór Andersen y Erpur Eyvindarson.
- 2005 - Dense Time (Pronil Holdings), álbum de Guðlaugur Kristinn Óttarsson.

Bandas sonoras:

- 1981 - Brennu-Njálssaga (Íslenska Kvikmyndasamsteypan), filme dirigido por Friðrik Þór Friðriksson.
- 1987 - Skytturnar (Icelandic Film Corporation), filme dirigido por F. Þ. Friðriksson.
- 1991 - Börn Náttúrunnar (Icelandic Film Corporation), filme dirigido por F. Þ. Friðriksson.
- 1992 - Svo á Jörðu Sem á Himni (???), filme dirigido por Kristinn Jóhannesdóttir.
- 1992 - Ævintýri á Okkar Tímum (???), filme dirigido por Inga Lísa Middleton.
- 1993 - Hin Helgu Vé (???), filme dirigido por Hrafn Gunnlaugsson.
- 1995 - Bíódagar (Icelandic Film Corporation), filme dirigido por F. Þ. Friðriksson.
- 1995 - Aberne og det Hemmelige Våben (???), filme dirigido por Jannik Hastrup.
- 1995 - Pan (???), filme dirigido por Henning Carlsen.
- 1995 - Cold Fever (Icelandic Film Corporation), filme dirigido por F. Þ. Friðriksson.
- 1996 - Antón (Jutlandia Film), filme dirigido por Aage Rais-Nordentoft.
- 1996 - Haiti. Uden Titel (???), filme dirigido por Jørgen Leth.
- 1996 - Djöflaeyjan (Icelandic Film Corporation), filme dirigido por F. Þ. Friðriksson.
- 1996 - Krystalbarnet (???), filme dirigido por Peter Thorsboe.
- 1997 - Sekten (???), filme dirigido por Susanne Bier.
- 1998 - Vildspor (???), filme dirigido por Simon Staho.
- 1998 - I Wonder Who's Kissing You Now (???), filme dirigido por Henning Carlsen.
- 1999 - I Tigerens Øje (???), filme dirigido por Ulla Boje Rasmussen.
- 1999 - Bye Bye Blue Bird (???), filme dirigido por Katrin Ottarsdóttir.
- 1999 - Ungfrúin Góða og Húsið (???), filme dirigido por Guðný Halldórsdóttir.
- 2000 - Englar Alheimsins (Icelandic Film Corporation), filme dirigido por F. Þ. Friðriksson.
- 2000 - Pelon Maantiede (???), filme dirigido por Auli Mantila.
- 2000 - På Fremmed Mark (???), filme dirigido por Aage Rais-Nordentoft.
- 2002 - Falcons (Icelandic Film Corporation), filme dirigido por F. Þ. Friðriksson.
- 2003 - Nu (???), filme dirigido por Simon Staho.
- 2003 - In the Cut (???), filme dirigido por Jane Campion.
- 2005 - Guy X (???), filme dirigido por Saul Metzstein.

Lanzamientos de bandas sonoras:

- 1987 - Skytturnar (Gramm), banda sonora del filme de F. Þ. Friðriksson.
- 1992 - Children of Nature (Touch), banda sonora del filme Börn Náttúrunnar de Friðriksson.
- 1993 - Bíólögin (???), banda sonora.
- 2000 - Englar Alheimsins (Krúnk, relanzado en 2001 como Angels of the Universe a través de FatCat Records), junto a Sigur Rós. Banda sonora del filme de F. Þ. Friðriksson
- 2002 - Fálkar (Smekkleysa), banda sonora del filme de F. Þ. Friðriksson.
- 2005 - Screaming Masterpiece (Smekkleysa), banda sonora del filme de Ari Alexander Ergis Magnússon.

Composiciones para TV:

- 1989 - Flugþrá, dirigido por F. Þ. Friðriksson.
- 1992 - Allt Gott, dirigido por Hrafn Gunnlaugsson.
- 1998 - Längtans Blåa Blomma, miniserie dirigida por Lárus Ýmir Óskarsson.
- 2004 - Njálssaga, dirigido por Björn Br. Björnsson.

### Discografía conPsychic TV
Álbumes:

- 1984 - Those Who Do Not (Gramm)
- 1985 - Mouth of the Night (Temple Records)
- 1987 - Live in Reykjavík (Temple Records)
- 1987 - Live in Heaven (Temple Records)
- 1988 - Allegory & Self (Temple Records)

Single:

- 1985 - Godstar (Temple Records)

Videografía:

- 2004 - Godstar: Thee Director’s Cut (Temple Records)

### Discografía conCurrent 93
Álbumes:

- 1987 - Imperium (Maldoror)
- 1988 - Christ and the Pale Queens Mighty in Sorrow (Maldoror)
- 1988 - Swastika for Noddy (Laylah Antirecords)
- 1989 - Crooked Crosses for the Nodding God (United Dairiesi)
- 1991 - Island (Durtro)
- 1993 - Emblems: The Menstrual Years (Durtro)
- 1994 - In Menstrual Night (Durtro)

Singles / EP:

- 1987 - Happy Birthday Pigface Christus (Laylah)
- 1987 - Crowleymass (Maldoror)
- 1988 - The Red Face of God (Maldoror)

## Apariciones en filmes
- 2005 - Screaming Masterpiece (Angel Films), filme dirigido por Ari Alexander Ergis Magnússon.